# Przenikalność elektryczna
Przenikalność elektryczna – wielkość fizyczna charakteryzująca właściwości elektryczne środowiska, oznaczana grecką literą {\displaystyle \varepsilon } (epsilon).
Dla substancji izotropowych jest to wielkość skalarna, równa stosunkowi wartości indukcji pola elektrycznego do wartości natężenia tego pola:
{\displaystyle \varepsilon ={\frac {D}{E}}.}
W ciałach anizotropowych przenikalność jest tensorem drugiego rzędu (drugiej rangi).
Wymiarem przenikalności elektrycznej w układzie SI jest F/m (farad na metr).

## Przenikalność elektryczna próżni
Spośród wszystkich ośrodków, najmniejszą przenikalność elektryczną wykazuje próżnia. Wartość ta, oznaczana {\displaystyle \varepsilon _{0},} jest stałą fizyczną, której wartość, zgodnie z danymi opublikowanymi w 2002 roku przez Komitet Danych dla Nauki i Techniki (CODATA) wynosi w układzie SI:
{\displaystyle \varepsilon _{0}=8{,}854187817\ldots \cdot 10^{-12}\,\mathrm {\frac {F}{m}} ,}
{\displaystyle [\varepsilon _{0}]=\mathrm {\frac {A^{2}\ s^{4}}{kg\ m^{3}}} .}
Wygodnym do zapamiętania i dobrym przybliżeniem powyższej wartości przenikalności elektrycznej jest poniższy wzór:
{\displaystyle \varepsilon _{0}\approx {\frac {1}{36\pi }}\cdot 10^{-9}\mathrm {\frac {F}{m}} .}
Otrzymywana jest wówczas przybliżona wartość 8,84·10−12 F/m.
Jeszcze lepszym przybliżeniem jest:
{\displaystyle \varepsilon _{0}\approx {\frac {85}{96}}\cdot 10^{-11}\mathrm {\frac {F}{m}} .}
Otrzymywana jest wówczas przybliżona wartość 8,85417·10−12 F/m.

## Przenikalność względna
Przenikalność poszczególnych ośrodków często określa się poprzez bezwymiarową wartość przenikalności względnej, oznaczanej {\displaystyle \varepsilon _{r}.} Wielkość ta wskazuje, ile razy przenikalność (bezwzględna) ośrodka jest większa od przenikalności próżni:
{\displaystyle \varepsilon =\varepsilon _{r}\cdot \varepsilon _{0}.}
Współczynnik {\displaystyle \varepsilon _{r},} zwany dawniej stałą elektryczną ośrodka, przyjmuje wartości od 1 (dla próżni i silnie rozrzedzonych gazów) do dziesiątek tysięcy (dla ferroelektryków).

## Zależności związane z przenikalnością elektryczną
Im większa jest przenikalność elektryczna ośrodka, tym mniejsze natężenie pola E wywołanego w tym ośrodku przez tę samą indukcję D. Stąd zastosowanie dielektryków o dużej wartości {\displaystyle \varepsilon _{r}} zmniejsza siłę oddziaływania elektrostatycznego pomiędzy ładunkami elektrycznymi. Tym samym powoduje zwiększenie pojemności układów przewodników, co wykorzystuje się w konstrukcji kondensatorów.
Wartości przenikalności elektrycznej {\displaystyle \varepsilon } i magnetycznej {\displaystyle \mu } wyznaczają prędkość {\displaystyle v} rozchodzenia się fal elektromagnetycznych w ośrodku:
{\displaystyle \varepsilon \mu ={\frac {1}{v^{2}}}.}
W przypadku próżni:
{\displaystyle \varepsilon _{0}\mu _{0}={\frac {1}{c^{2}}},}
gdzie:
{\displaystyle \varepsilon _{0}} – przenikalność elektryczna próżni,
{\displaystyle \mu _{0}} – przenikalność magnetyczna próżni,
{\displaystyle c} – prędkość światła w próżni.
Wypełnienie dielektrykiem kondensatora zmienia jego pojemność w stosunku do kondensatora niewypełnionego. Zmiana ta jest opisana przez następującą zależność:
{\displaystyle \varepsilon _{r}={\frac {C}{C_{0}}},}
gdzie:
{\displaystyle C_{0}} – pojemność kondensatora próżniowego o danej geometrii,
{\displaystyle C} – pojemność tego samego kondensatora po wypełnieniu badanym dielektrykiem.
{\displaystyle \varepsilon _{r}} – względna przenikalność elektryczna.
Można uogólnić tę definicję na zespoloną przenikalność, jeśli wprowadzi się pojęcie zespolonej pojemności. Przenikalność elektryczna, o której była mowa dotąd, jest jej rzeczywistą składową, a jej część urojona jest związana z przewodnością.
W ośrodkach anizotropowych wektory natężenia i indukcji pola elektrycznego mogą być nierównoległe. Dla takich ośrodków stosuje się ogólniejszą definicję przenikalności elektrycznej:
{\displaystyle {\vec {D}}={\hat {\varepsilon }}{\vec {E}},}
w której {\displaystyle {\hat {\varepsilon }}} jest tensorem przenikalności elektrycznej.
Oznacza to, że w ośrodku takim przenikalność ma różne wartości w różnych kierunkach. To pociąga za sobą różnicę w prędkości rozchodzenia się światła (patrz związek powyżej) – a zatem i współczynnika załamania – zależnie od kierunku polaryzacji światła. Zjawisko to nazywa się podwójnym załamaniem albo dwójłomnością. Spośród substancji naturalnych zjawisko dwójłomności wykazuje między innymi kalcyt.
Współcześnie odchodzi się od nazwy „przenikalność dielektryczna” na rzecz „przenikalność elektryczna”, gdyż to drugie określenie lepiej oddaje charakter wielkości {\displaystyle \varepsilon } w pełnym zakresie jej wartości.